# VT-55A
Der VT-55A (aus dem Tschechischen Vyprošťovací tank; auf Deutsch Bergepanzer) ist ein Bergepanzer aus tschechoslowakischer Produktion, der auf dem Chassis des mittleren Panzers T-55A basiert und sich noch heute bei den tschechischen Streitkräften im Einsatz befindet. Er diente als fahrende Werkstatt und hat die Aufgabe, liegengebliebene Panzerfahrzeuge der Panzerverbände zu reparieren oder abzuschleppen.

## Entwicklungsgeschichte

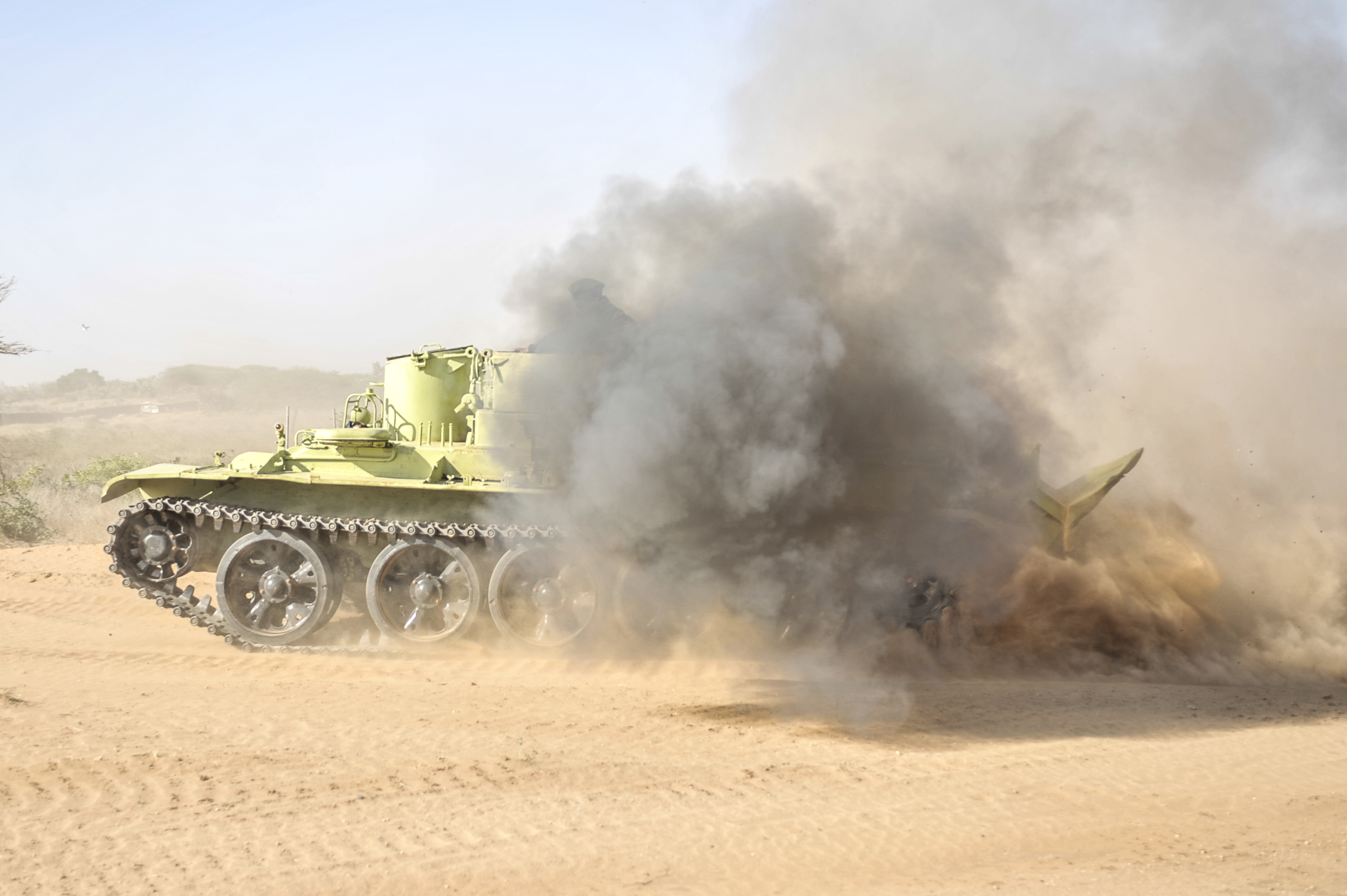
VT-55A der Streitkräfte Ugandas (2014)

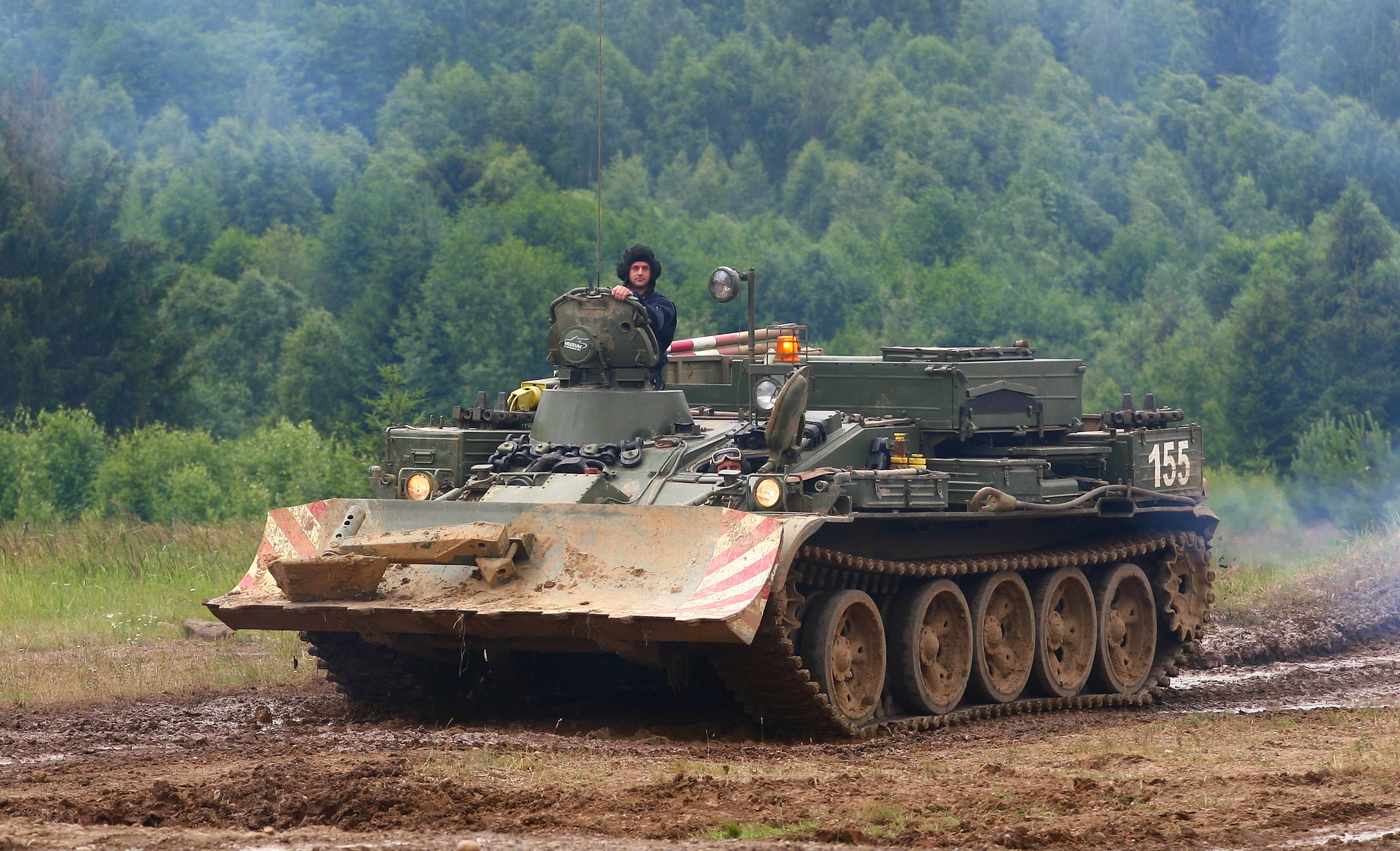
ŽS-55A in Tschechien (2018)

Anfang der 1950er-Jahre baute die UdSSR auf Basis des T-54-Fahrgestells einen Bergepanzer mit der Bezeichnung BTS-1, der in Serie ging und zum Standardbergepanzer in den Armeen des Warschauer Paktes wurde. Im Jahr 1955 wurde der BTS-1 modernisiert und mit einer Winde und einem Faltkran ausgestattet. Spätere Modelle dieses Fahrzeuges basierten auf dem Chassis des moderneren T-55 und erhielten die Bezeichnung BTS-2. In den 1960er-Jahren wurde der BTS-2 von der VR Polen und der Tschechoslowakei in Lizenz gefertigt. Auf dieser Grundlage entwickelte die tschechoslowakische Rüstungsindustrie einen Bergepanzer-Prototyp, der die Bezeichnung VT-55A erhielt und von 1969 bis 1983 in Serie produziert wurde. Etwa 20 % der produzierten Einheiten erhielt die tschechoslowakische Volksarmee (ČSLA), 50 % ging in die Mitgliedsstaaten des Warschauer Paktes und 30 % wurden in diverse Länder Asiens und Afrikas verkauft.
Ebenfalls auf T-55A-Chassis basierten die polnischen Bergepanzer WZT-1 und WZT-2.
Von 1969 bis 1983 wurde zudem eine Pionierpanzerversion ŽS-55A (Ženijní stroj) hergestellt, die im Wesentlichen ein VT-55A mit dem Räumschild BTU-55 ist. 
In der NVA wurde der VT-55A unter der Bezeichnung T-55T geführt.
Auf Initiative der DDR wurde aus dem ZS-55A ein Kranpanzer JVBT-55, bei der NVA T-55TK, entwickelt, der einen Auslegerkran mit einer maximalen Hakenlast von 20 Tonnen hat. Aus Stabilitätsgründen wurde beim Anheben schwerer Lasten der Schiebeschild abgelassen und zusätzliche Stützen an den Seiten des Kranpanzers befestigt. Alle produzierten Einheiten wurden exportiert.
Der absenkbare Rammsporn am Heck des VT-55 diente als Anker bei Arbeiten mit der Seilwinde.

## Technik
Der VT-55A ist mit einem Hydraulikkran und zwei Winden ausgestattet. Die Hauptaufgabe dieses Fahrzeuges besteht darin, beschädigte Kettenfahrzeuge vom Schlachtfeld abzuschleppen und Ersatzteile einer Masse von bis zu drei Tonnen zu beschädigten Einheiten zu befördern. Der Hydraulikkran hat eine maximale Hakenlast von zwei Tonnen und ist geeignet, den Turm eines leichten Panzerfahrzeuges oder Antriebsaggregate um bis zu vier Meter anzuheben. Die mechanische Hauptwinde (Seillänge 200 m) erreicht 500 kN Zugkraft, welche mithilfe eines Flaschenzuges auf 750 kN erhöht werden kann. Die Hilfswinde mit hydraulischem Antrieb kann mit der doppelten Seillänge eine Zugkraft von 8,0 kN entwickeln.
Der Panzer verfügt über ABC-Schutz. Die Bewaffnung umfasst ein auf dem Dach montiertes 7,62-mm-Maschinengewehr vz. 59 zur Selbstverteidigung gegen Boden- und Luftziele.

## Ausrüstung
- 1 Hauptseilwinde mit 500 kN Zugkraft; mit Flaschenzug 750 kN
- 1 Hilfsseilwinde mit einer Zugkraft von 8,0 kN und einer Seillänge von 400 Metern
- 1 Hydraulikkran, der bei den letzt produzierten Einheiten eine Hubkraft von 20 kN erreichte (zwei Tonnen)
- Elektroschweißgeräte mit 140–230 A[1]
- Räumschild
- Diverse Werkzeuge, Luftkompressor